# 1227 Geranium
1227 Geranium är en asteroid i huvudbältet som upptäcktes den 5 oktober 1931 av den tyske astronomen Karl Wilhelm Reinmuth. Asteroidens preliminära beteckning var 1931 TD. Asteroiden fick senare namn efter det vetenskapliga namnet för nävesläktet.
Asteroidens namn ingår även i en serie asteroidnamn, vars första bokstav är en hyllning till den tyske astronomen Gustav Stracke.
Geraniums senaste periheliepassage skedde den 29 januari 2023. Asteroidens rotationstid har beräknats till 12,36 timmar